# Musique symphonique

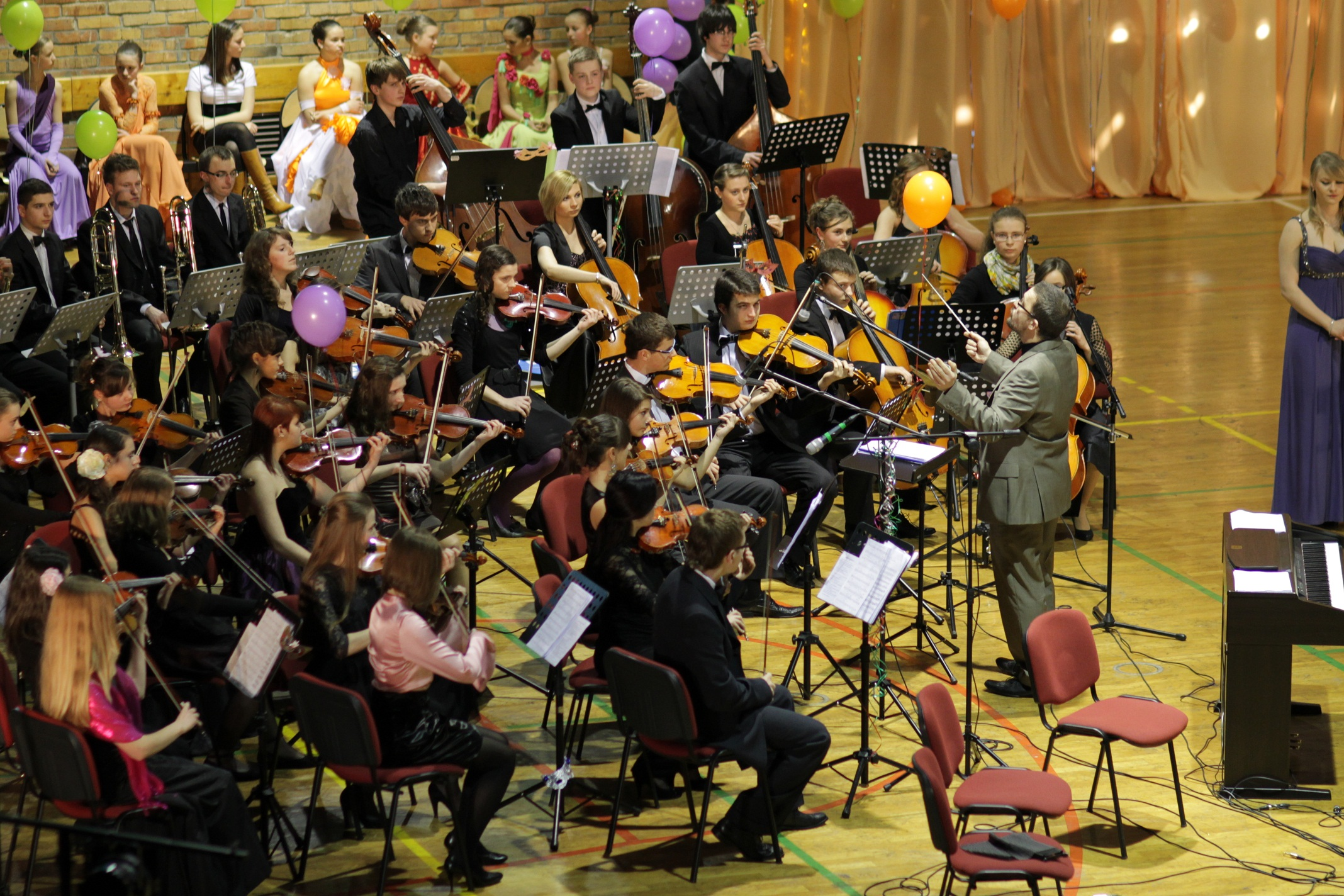
Un orchestre symphonique polonais.

Dans la musique instrumentale classique, la musique symphonique  désigne l'ensemble des œuvres et des genres musicaux destinés à l'orchestre symphonique. La musique symphonique se distingue donc de la musique de chambre, c'est-à-dire, de la musique pour un ou plusieurs solistes, mais également, de la musique pour petits ensembles instrumentaux, généralement appelés orchestres de chambre.

## Historique
Au début du XVIIe siècle, les effectifs et la structure de l'orchestre ne sont pas encore stabilisés : celui est essentiellement composé de la basse continue, de cordes frottées, et selon les circonstances, de quelques instruments d'appoint — flûtes, hautbois, cornets à bouquin (plus tard trompettes), bassons, quelquefois trombones... Au cours de la période baroque, les compositeurs prennent progressivement l'habitude de répartir les musiciens de l'orchestre en quatre véritables pupitres : c'est ainsi qu'au début du XVIIIe siècle, l'apparition de nouveaux genres — d'abord, le concerto de soliste et, un peu plus tard, la symphonie — marque la véritable naissance de la musique symphonique. Plus tard, au XIXe siècle, celle-ci se dotera en outre de nouvelles formes musicales, comme le ballet et le poème symphonique.

## Traités d'orchestration
- (fr) Hector Berlioz et Joël-Marie Fauquet, De l'instrumentation, Paris, Le Castor astral, coll. « Les inattendus », 1994, 169 p. (ISBN 2-85920-227-7)
- (fr) Hector Berlioz, Traité d'instrumentation et d'orchestration, Paris, Henry Lemoine, 1843, réed.1993, 312 p. (ISMN 979-0-2309-4518-9).
- (fr) François-Auguste Gevaert, Nouveau traité d'instrumentation, Paris-Bruxelles, Lemoine & Fils, 1885, 340 p.  (Texte disponible sur www.imslp.org)
- (fr) Charles Koechlin, Traité de l'orchestration, vol. 1, Paris, Éditions Max Eschig, 1954, 322 p.
- (en) Paul Mathews, Orchestration : an anthology of writings, New York, Routledge, 2006, 230 p. (ISBN 0-415-97683-9)
- (en) (ru) Nikolaï Rimski-Korsakov et Maximilian Steinberg (trad. Edward Agate), Principles of Orchestration (Основы оркестровки), vol. 1, Berlin, Editions Russes de Musique,‎ 1913, trad.1922, 152 p.
- (fr) Charles-Marie Widor, Technique de l'orchestre moderne, Paris, Henry Lemoine, 1925, 200 p.

### Sujets connexes
- Genre musical
- Musique instrumentale
- Orchestre
- Orchestre symphonique
- Œuvres de musique symphonique
- Organologie